# سبزوئية (حومة بم)
سبزوئیة (بالفارسية: سبزوئیه) هي قرية تقع في إيران في منطقة مركزية ريفية. يقدر عدد سكانها بـ 138 نسمة .